# セス・ゴードン
セス・ゴードン（Seth Lewis Gordon）は、アメリカ合衆国の映画監督、映画プロデューサー、テレビドラマ監督。
イリノイ州エバンストン出身。劇映画・ドキュメンタリー映画・テレビドラマの製作・監督を手がけている。特に映画『フォー・クリスマス』や『モンスター上司』の監督として知られる。

## 主な作品

### 監督
映画
- フォー・クリスマス Four Christmases (2008)
- ヤバい経済学 Freakonomics (2010) 製作総指揮・脚本も
- モンスター上司 Horrible Bosses (2011)
- 泥棒は幸せのはじまり Identity Thief (2013)
- ベイウォッチ Baywatch (2017)
- バック・イン・アクション Back in Action (2024) 製作・脚本も

テレビドラマ
- パークス・アンド・レクリエーション Parks and Recreation (2009) 2エピソード
- コミ・カレ!! Community (2009) 1エピソード
- ジ・オフィス The Office (2009-2010) 2エピソード
- モダン・ファミリー Modern Family (2010) 1エピソード
- それいけ! ゴールドバーグ家 The Goldbergs (2013-2015) 7エピソード、製作総指揮も
- スニーキー・ピート Sneaky Pete (2015) 1エピソード、製作総指揮も
- ユニークライフ Atypical (2017) 2エピソード、製作総指揮も
- グッド・ドクター 名医の条件 The Good Doctor (2017-2018) 2エピソード、製作総指揮も
- フォー・オール・マンカインド For All Mankind (2019) 2エピソード、製作総指揮も
- リンカーン 殺人鬼ボーン・コレクターを追え! Lincoln Rhyme: Hunt for the Bone Collector (2020) 2エピソード、製作総指揮も
- ナイト・エージェント The Night Agent (2023) 2エピソード、製作総指揮も

### 製作
- ニューヨーク・ドール New York Doll (2005) 編集も
- クライ・ウルフ 殺人ゲーム Cry Wolf (2005) アソシエイト・プロデューサー、編集も
- アンディフィーテッド 栄光の勝利 Undefeated (2011)
- ミット・ロムニー Mitt (2014) 製作総指揮
- プリント・ザ・レジェンド Print the Legend (2014)
- ファインダーズ・キーパーズ Finders Keepers (2015)
- ピクセル Pixels (2015) 製作総指揮
- ギフト 僕がきみに残せるもの Gleason (2016)
- ZAPPA Zappa (2020) 製作総指揮
- ザ・ロストシティ The Lost City (2022) 原案も